# Оперативна група Добој
Оперативна група Добој или 9. оперативна група је била војна јединица Војске Републике Српске, у саставу Првог крајишког корпуса. Јединица је израсла из гарнизона Добој 4. корпуса 2. војне области ЈНА.

## Настанак јединице из гарнизона ЈНА Добој
Почетак рата у Босни на пролеће 1992. затекао је гарнизон Добој 4. корпуса ЈНА из Сарајева у неспремном стању. Под командом гарнизона биле су бројне војне установе и складишта, и то: касарна Миљковац, складишта Баре и Усора, као и армијска складишта наоружања и војне опреме Горње и Доње Шеварлије. Од претпочињених јединица започело је формирање каснијих бригада ВРС: 1. и 2. Озренске бригаде (касније 4. и 3. Озренске бригаде), Требавске, Крњинске, Вучијачке, Осињске, Теслићке и Добојске бригаде.
По избијању првих оружаних сукоба у Посавини и након масакра у Сијековцу, команда Добојског гарнизона појачава контролу над кључним местима општине. Одлучујућа битка за град Добој збила се од 3. до 8. маја, када је гарнизон уз помоћ полицијских снага поразио ТО БиХ и Патриотску лигу и заузео све важне коте и прилазе граду.
Оперативна група Добој је формално формирана 16. маја 1992. у Дому ЈНА Добој, када и улази у састав Првог крајишког корпуса. Први командант групе био је пуковник Миливоје Симић.

## Ратни пут
Оперативна група Добој је током рата бранила простор општине Добој и чувала путне коридоре који су спајали средњу Босну са Посавином. Најтеже борбе група је водила на почетку и крају рата. Оперативној групи је у току рата трајно прикључена 2. оклопна бригада ВРС.